# Portrait du Comte de Floridablanca
Le Portrait du Comte de Floridablanca, est une huile sur toile réalisée par Francisco de Goya en 1783 réalisé la même année que le Comte de Floridablanca et Goya.

## Contexte de l'œuvre
Nommé ambassadeur à Rome, les succès de José Moñino y Redondo de Floridablanca favorisent son ascension au poste de premier Secrétaire d'État, auquel il resta 15 ans. Tombé en disgrâce en 1792, il se retire dans sa ville natale, Murcie, jusqu'en 1808, où il est nommé Président de la Junte suprême pendant la guerre d'indépendance espagnole. Il meurt la même année.
Quand Goya fait son portrait, le comte est au sommet de son pouvoir.

## Description du tableau
Contrairement à la toile le Comte de Floridablanca et Goya, le premier secrétaire d'État est ici représenté seul, sérieux, debout, des documents à la main, et le visage peu expressif.
Il est porte des habits d’apparats, une grande bande bleu ciel croise son torse, porte ses décorations de l’ordre de Charles III sur le cœur.